# Jozef Nagy (voják)
Jozef Nagy (* 29. prosince 1933 – 21. prosince 1995) byl československý a slovenský armádní instruktor tělesné výchovy a sportu, vysokoškolský a středoškolský pedagog, velitel armádního střediska vrcholového sportu (ASVŠ Dukla) v Banské Bystrici mezi lety 1975–1982 a velitel katedry tělesné výchovy a sportu vysoké vojenské letecké školy (VVLŠ) SNP v Košicích (1982–199x), zároveň dlouholetý (1969–198x) předseda ústřední trenérské rady (ÚTR) judistického svazu při ÚV ČSTV a vysoký sportovní funkcionář – obor zájmu fotbal, judo a plavání.
Civilním povoláním vojenský důstojník se začal v oblasti tělesné výchovy angažovat na přelomu padesátých a šedesátých let dvacátého století. V Prešově, kde žil inicioval například vznik armádního plaveckého klubu. Věnoval se také fotbalu a judu. S judem začínal v klubu TJ Štadión Prešov a v roce 1966 založil při TJ Slávia VŠ Prešov nový judistický oddíl.
Jeho angažovanost v oblasti tělesné výchovy prudce narostla po okupaci Československa v roce 1968, kdy zastával různé vrcholné funkce. Jednou z funkcí do které byl krátce po roce 1968 dosazen bylo předsednictví ústřední trenérské rady (ÚTR) judistického svazu při ÚV ČSTV. Svým způsobem měl rozhodující slovo, kdo bude a kdo nebude v československé judistické reprezentaci. Jeho zásluhy o rozvoj československého juda v oblasti sportovní, vrcholové přípravy jsou však nemalé. Sázka na mladé reprezentační šéftrenéry Ludvíka Wolfa (1971-1975) a Michala Vachuna (1975-1989) znamenala nárůst výkonnosti československých judistů. Svým způsobem oprostil československé judo od japonské filosofie a vedl ho směrem k vítězstvím na turnajích a medailím, což byl v zemích východního bloku patrný trend v konkurenci se zeměmi NATO – při svém nástupu do funkce předsedy ÚTR neměl podle dostupných informací černý pás (mistrovský Dan). 
Mezi lety 1975-1982 byl velitelem armádního střediska vrcholového sportu (ASVŠ Dukla) v Banské Bystrici – vedle úspěchů z juda (Vladimír Kocman bronz z OH 1980) stál také za výsledky chodců (Jozef Pribilinec), moderních pětibojařů (Bohumil Starnovský) a pochopitelně též fotbalového klubu Dukla Banská Bystrica. 
Jako pedagog (instruktor) tělesné výchovy působil v Prešově a Košicích. Na vojenské letecké škole v Košicích byl instruktorem například československého kosmonauta Vladimíra Remka nebo pokořitele lamanšského průlivu Jána Nováka. Od roku 1982 působil jako velitel katedry tělesné výchovy a sportu vysoké vojenské letecké školy (VVLŠ) SNP.
Byl otcem populárního slovenského zpěváka Petra Nagye. Zemřel v roce 1995 při dopravní nehodě nedaleko Rožňavy v nedožitých 62 letech.